# SN 2012U
SN 2012U – supernowa typu Ia, odkryta 20 stycznia 2012 roku w galaktyce E153-G20. W momencie odkrycia, miała maksymalną jasność 14,9m.